# Periclimenes tenuipes
Periclimenes tenuipes är en kräftdjursart som beskrevs av Lancelot Alexander Borradaile 1898. Periclimenes tenuipes ingår i släktet Periclimenes och familjen Palaemonidae. Inga underarter finns listade i Catalogue of Life.

## Bildgalleri

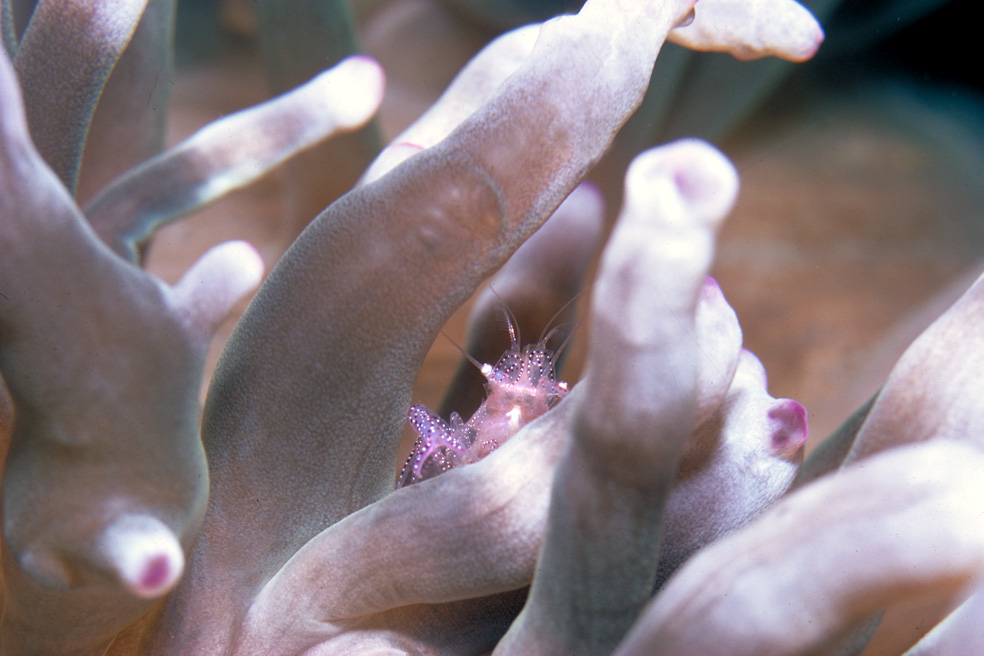